# Hallertürlein

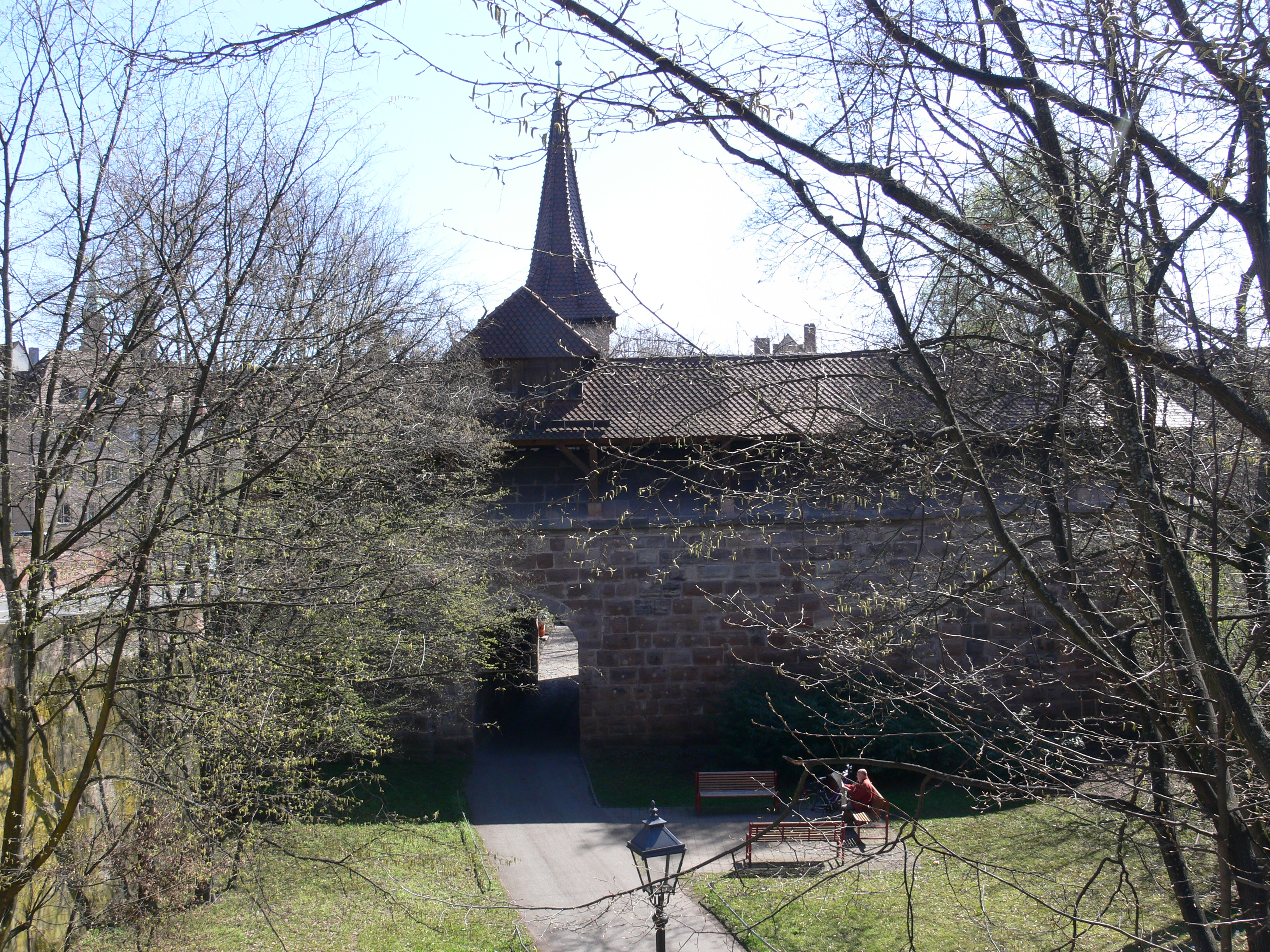
Hallertürlein, Sicht von Westen

Das Hallertürlein ist ein historisches Fußgängertor im Westen der Nürnberger Altstadt. Es führt nördlich der Pegnitz durch die Nürnberger Stadtmauer und verbindet den Nürnberger Stadtteil St. Sebald mit der Hallerwiese.

## Geschichte
Wie sein Gegenstück im Osten, das Wöhrder Türlein, wurde beim Bau der letzten Stadtmauer bis 1400 auch im Westen ein kleines Fußgängertor errichtet. Es war ein dünner, spitzer Turm (mit der alten Bezeichnung „Grünes G“) und führt zur Hallerwiese. Sein heutiges Aussehen erhielt es durch einen Umbau von 1519. Es wurde nach der Hallerwiese benannt, die bis 1434 der Patrizierfamilie Haller von Hallerstein gehörte.

## Umgebung

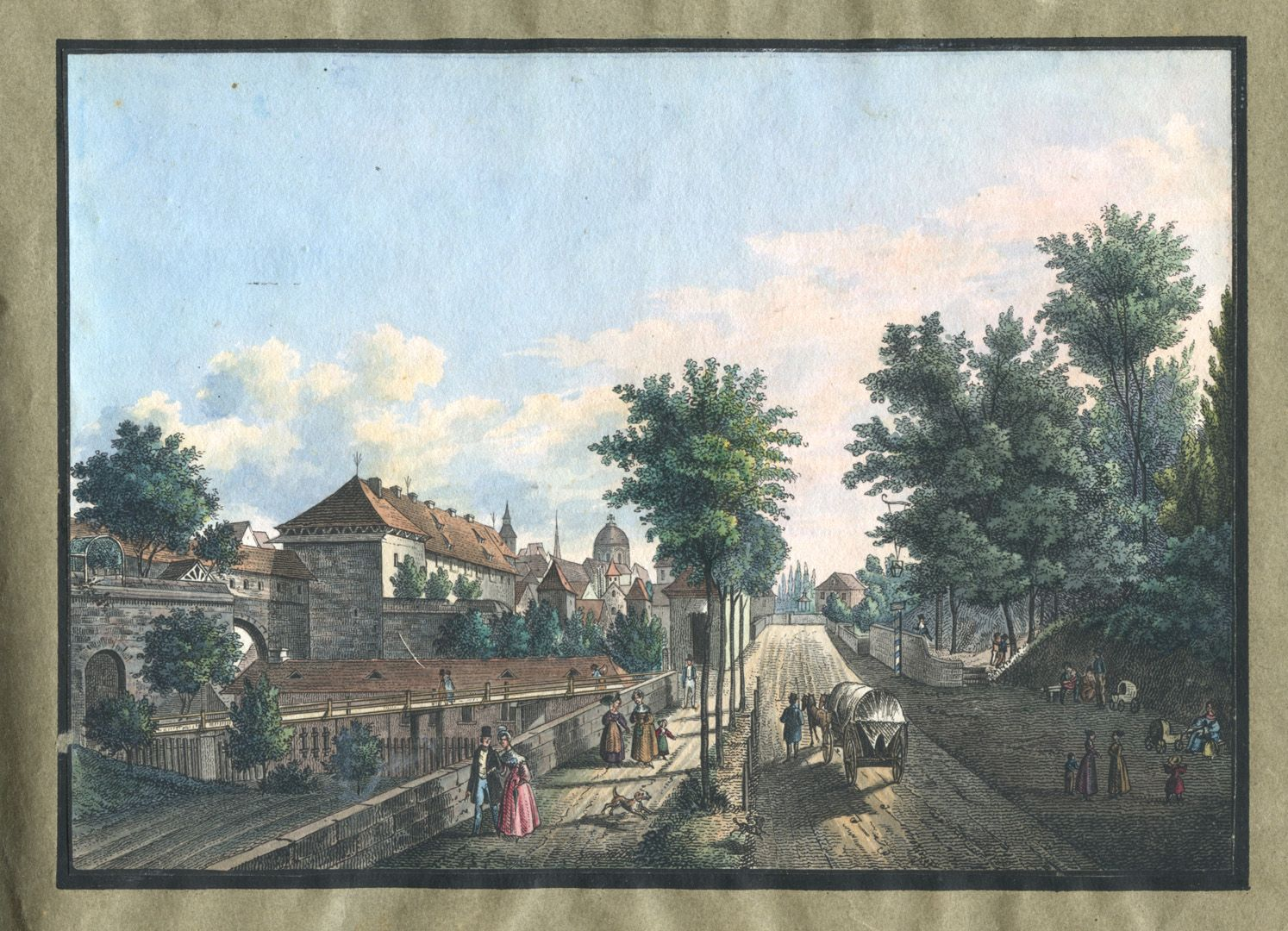
Hallertürlein, mit Blick auf die Hallertorbrücke, etwa 1840

Im Süden schließen sich die Befestigungen der Pegnitzausflüsse (vgl. Schlayerturm und Fronveste) an, im Norden die Lücke des „Hallertors“. Vor dem Hallertürlein führt die Hallertorbrücke über die Pegnitz.